# 神宮西
神宮西（じんぐうにし）とは、宮崎県宮崎市内の地名。大宮地域自治区に属している。2023年現在、神宮西1丁目 - 2丁目が設置されているが、住居表示実施地域ではない。郵便番号は880-0033。

## 地理
宮崎市の中心北部、大宮地域自治区に属する。宮崎神宮の西側に位置する。主に住宅地となっている。
1丁目は宮崎大宮高等学校・宮崎東高等学校が立地しており、文教地区となっている。2丁目・3丁目はその北方に位置し、住宅街および、国道10号沿いはロードサイド店舗が並ぶ。
北を矢の先町、東を神宮1-2丁目、南を船塚3丁目、西を霧島5丁目と接する。

## 地名の由来
- 宮崎神宮の西に置かれた「神宮西町」に由来する。

## 歴史
- 1927年 - 大字下北方から神宮西町が成立。
- 1973年 - 神宮西町・船塚町・霧島町・下北方町をもって、神宮西1-2丁目が成立。神宮西町・下北方町・祇園町・神宮町・霧島町をもって矢の先町が成立。
- 1974年 - 神宮町・船塚町・神宮西町・霧島町・丸山町・祇園町・下北方町をもって神宮1丁目が成立。
- 1975年 - 神宮町・神宮西町・下北方町をもって神宮2丁目が成立。また、神宮西町の一部をから丸山、船塚が成立。神宮西町は消滅。

## 世帯数と人口
2023年（令和5年）9月1日現在の世帯数と人口は以下の通りである。
| 町丁        | 世帯数  | 人口   |
| ----------- | ------- | ------ |
| 神宮西1丁目 | 554世帯 | 1053人 |
| 神宮西2丁目 | 516世帯 | 941人  |

## 小・中学校の学区
市立小・中学校に通う場合、学区は以下の通りとなる。
| 町名   | 小学校             | 中学校             |
| ------ | ------------------ | ------------------ |
| 神宮西 | 宮崎市立大宮小学校 | 宮崎市立大宮中学校 |

## 交通

### バス
宮交グループの運営するバスが営業している。

### 道路
- 宮崎県道44号宮崎高鍋線
- 宮崎県道333号下北方古墳線（宮崎内環状線）

## 施設
- 宮崎霧島郵便局
- 宮崎太陽銀行平和台支店